# Cinfães
Cinfães est une municipalité (en portugais : concelho ou município) du Portugal, située dans le district de Viseu et la région Nord.

## Géographie
Cinfães est limitrophe :
- au nord, de Marco de Canaveses et Baião,
- à l'est, de Resende,
- au sud, de Castro Daire et Arouca,
- à l'ouest, de Castelo de Paiva.

## Démographie
| 1801  | 1849  | 1900   | 1930   | 1960   | 1981   | 1991   | 2001   | 2004   |
| ----- | ----- | ------ | ------ | ------ | ------ | ------ | ------ | ------ |
| 2 687 | 7 125 | 25 631 | 30 080 | 29 757 | 25 619 | 23 489 | 22 424 | 21 318 |

| 2011   | - | - | - | - | - | - | - | - |
| ------ | - | - | - | - | - | - | - | - |
| 20 427 | - | - | - | - | - | - | - | - |

## Subdivisions
La municipalité de Cinfães groupe 17 paroisses (freguesia, en portugais) :
- Alhões
- Bustelo
- Cinfães
- Espadanedo
- Ferreiros de Tendais
- Fornelos
- Gralheira
- Moimenta
- Nespereira
- Oliveira do Douro
- Ramires
- Santiago de Piães
- São Cristóvão de Nogueira
- Souselo
- Tarouquela
- Tendais
- Travanca

### Galerie : Eglise paroissiale de Cinfães

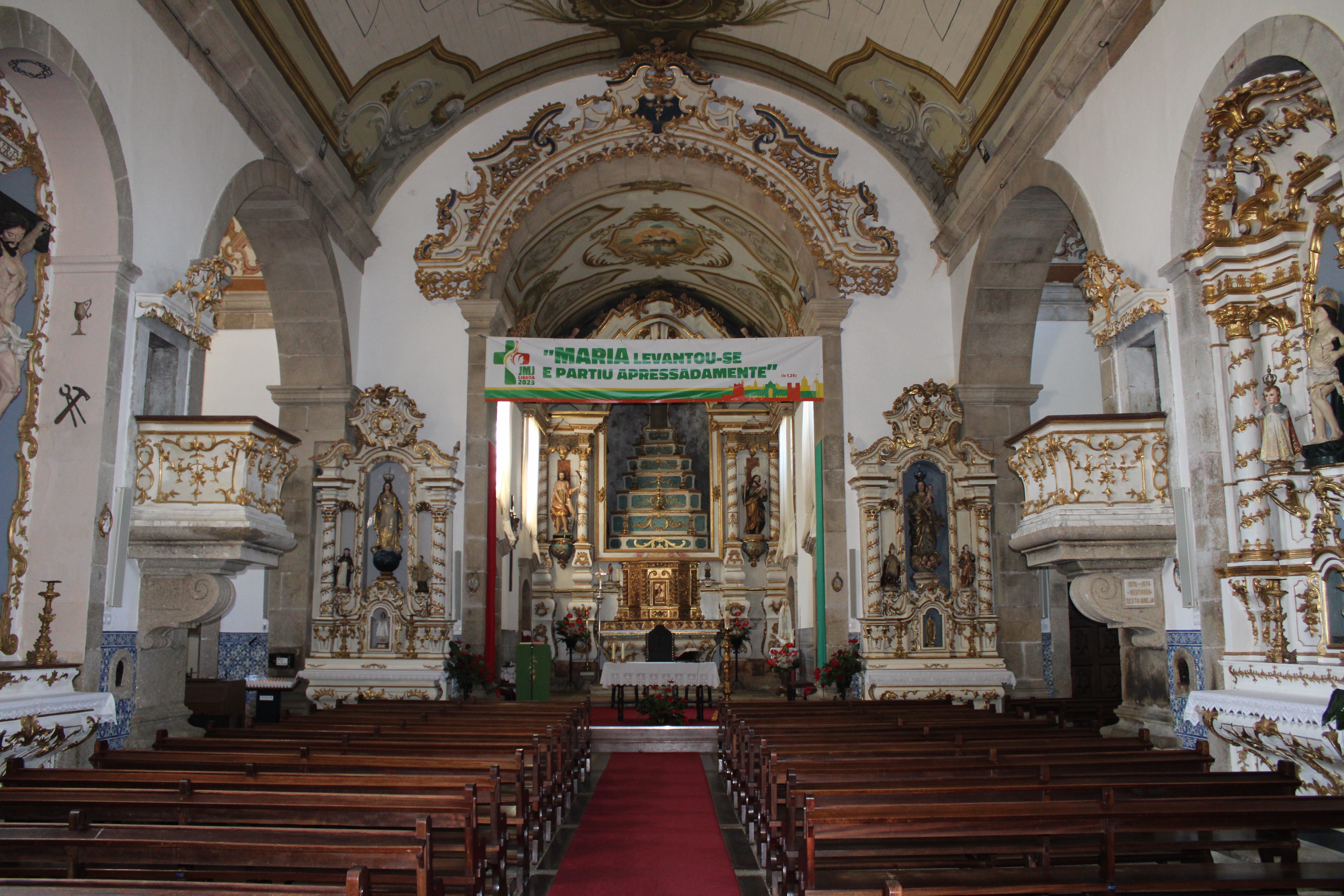
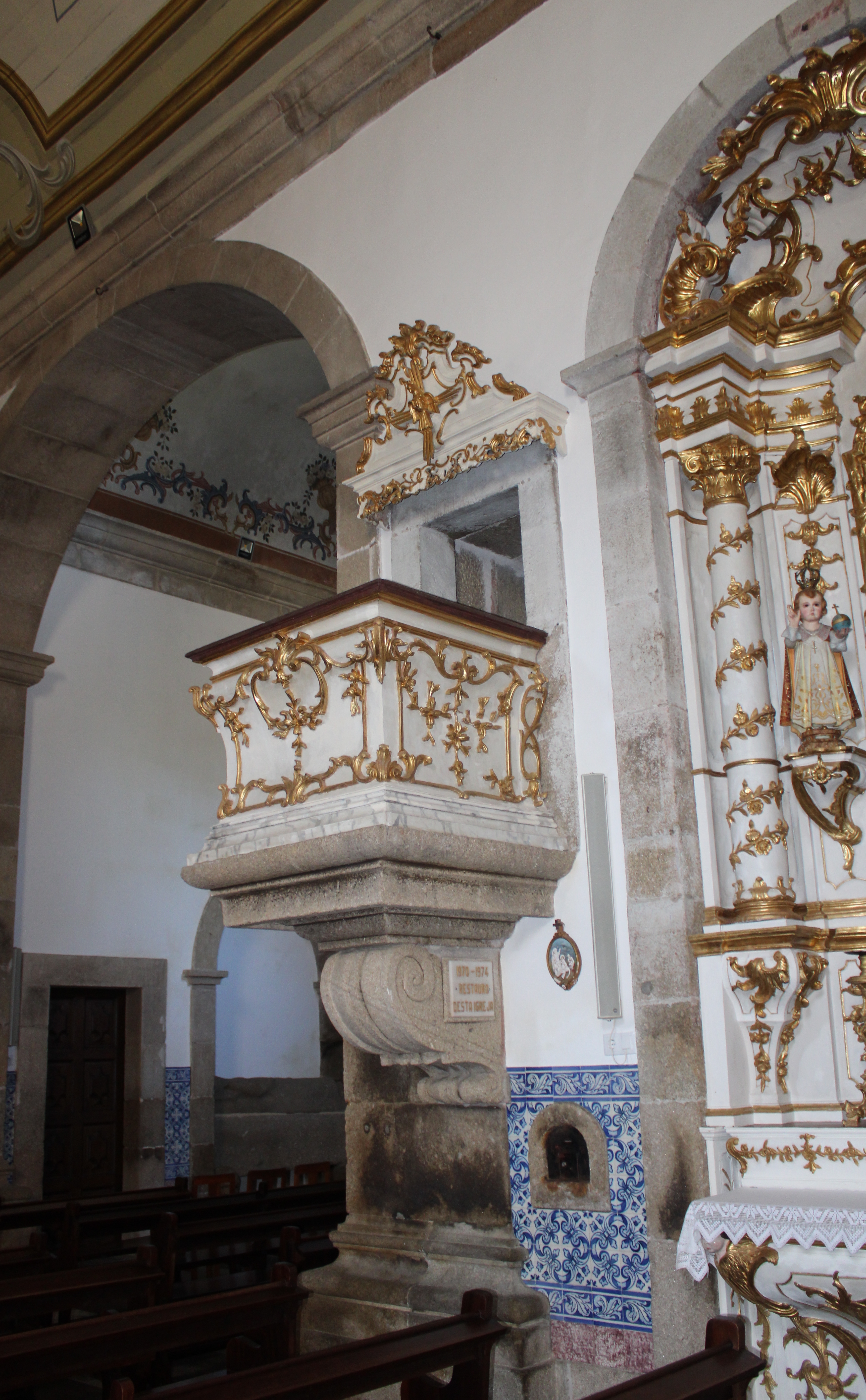
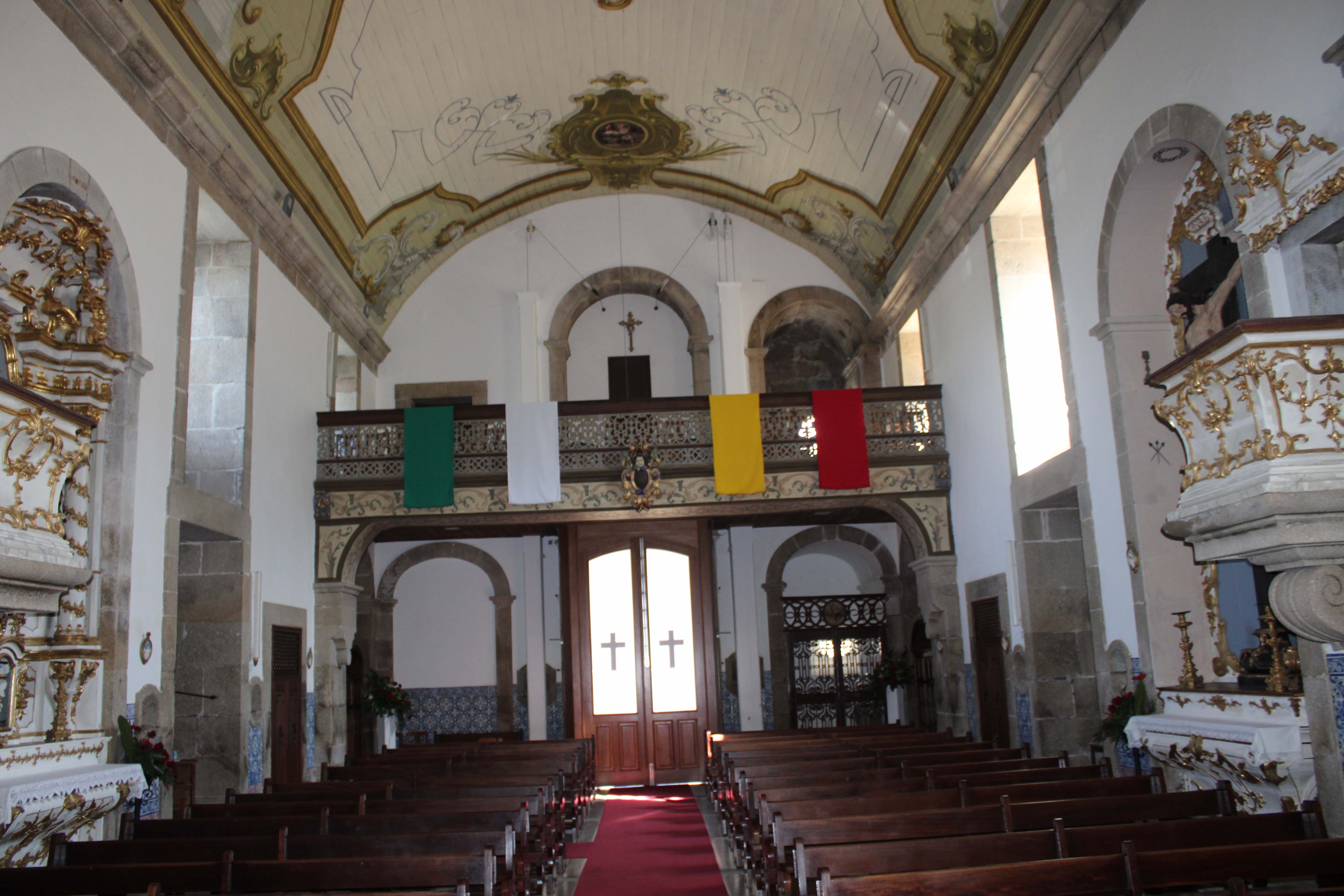
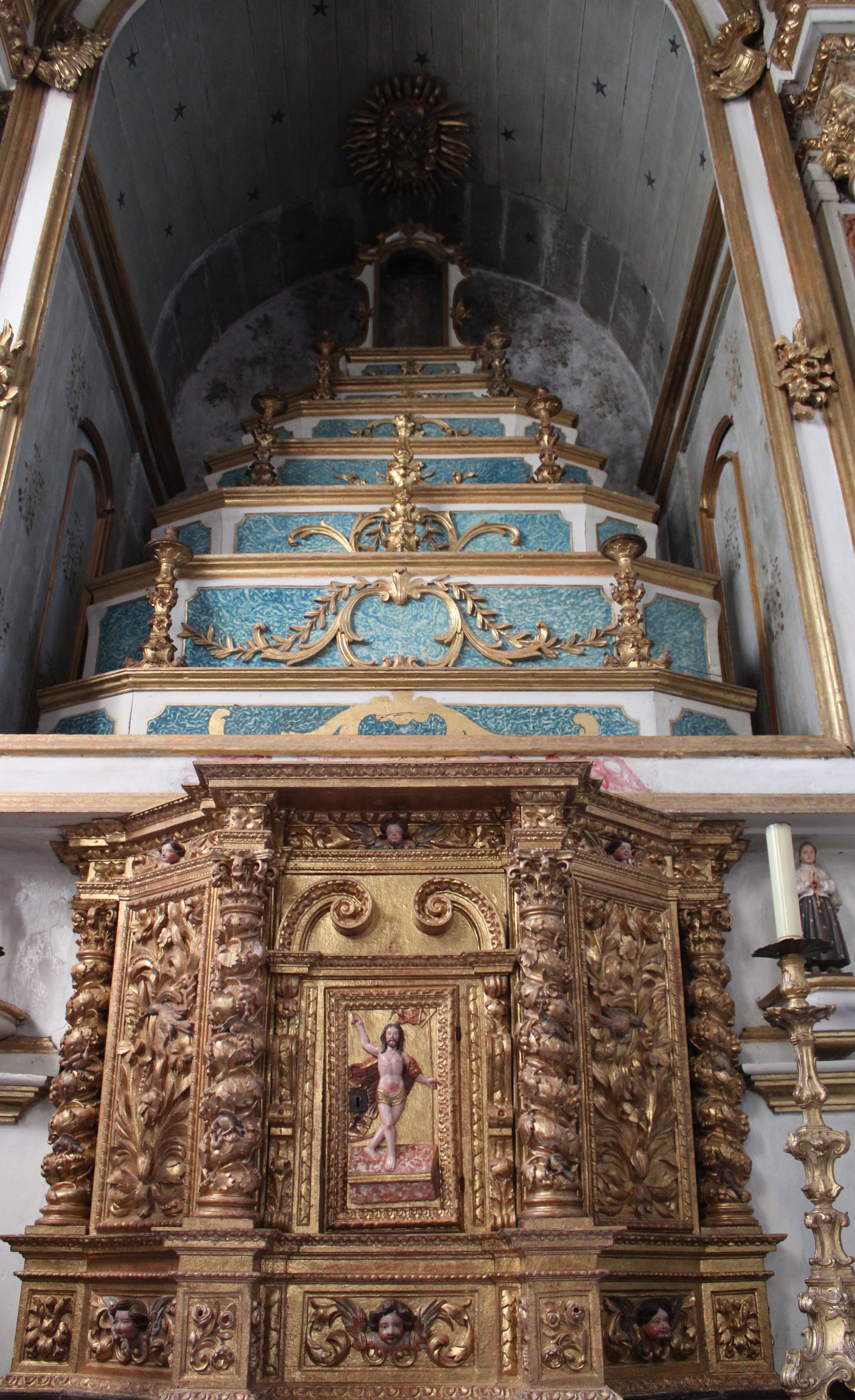
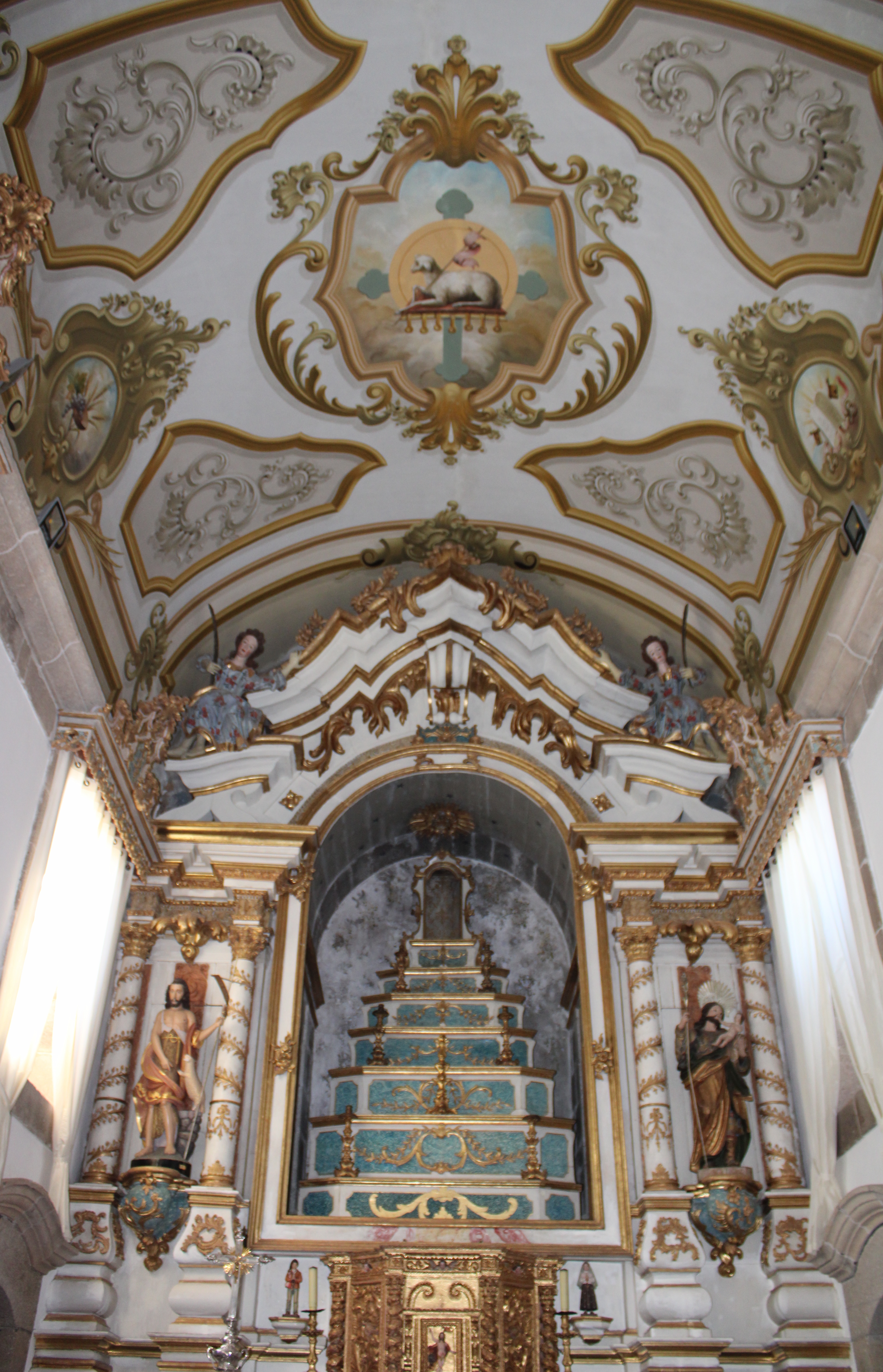